# Stanisław Daczyński
Stanisław Daczyński (ur. 11 września 1892 w Husiatynie, zm. 1 września 1964 w Warszawie) – polski aktor i reżyser teatralny.

## Życiorys
Urodził się w rodzinie Władysława i Jadwigi Daczyńskich. Ukończył gimnazjum humanistyczne w Przemyślu. Sztuki aktorskiej uczył się u L. Wostrowskiego, który był podobno bratem jego matki. Debiutował w Łodzi w 1912 r., w sezonie 1912/1913 i może dłużej występował w teatrze w Kijowie.
7 lipca 1914 r. debiutował w Teatrze Polskim w Warszawie. W czasie I wojny światowej występował w Teatrze Polskim w Kijowie. Od 1918 r. mieszkał w Warszawie. Związał się z Redutą, a następnie z Teatrem Polskim i Małym w Warszawie. Od roku 1935 grywał głównie w Teatrze Letnim w Ogrodzie Saskim i w Teatrze Narodowym.
W czasie II wojny światowej przebywał w Warszawie, gdzie był kierownikiem konspiracyjnego zespołu studyjnego. Od 1945 r. występował w Teatrze Wojska Polskiego w Łodzi, a w 1949 r. w tamtejszym Teatrze Kameralnym. Od 1949 r., aż do przejścia na emeryturę w 1964 r., związany był na stałe z Teatrem Współczesnym w Warszawie. Przez wiele lat zajmował się pracą reżyserską najpierw w Łodzi, a później w Warszawie.

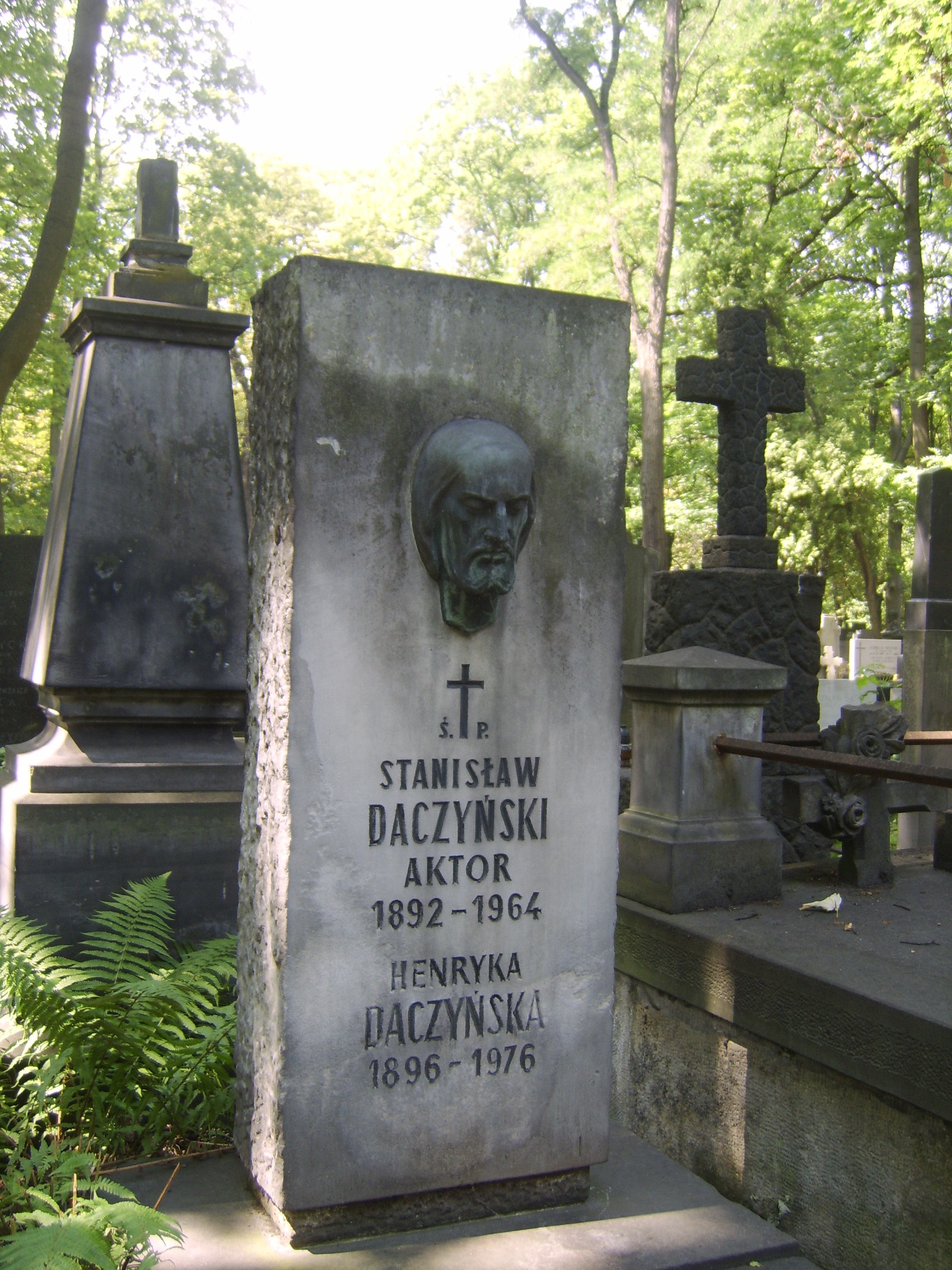
Grób Stanisława Daczyńskiego na cmentarzu Powązkowskim w Warszawie.

W latach 1946−1949 był wykładowcą, a w latach 1948−1949 pełnił funkcję prodziekana Wydziału Aktorskiego warszawskiej PWST.
Na emeryturę przeszedł w 1964 roku.
Zmarł w Warszawie, pochowany na cmentarzu Powązkowskim (kwatera 71-3-25).

## Kariera sceniczna

### Początki
- 11 XII 1914: Napaść Henri Bernstein, reż. Kazimierz Wroczyński – jako Juljan Merital (Teatr Polski, Warszawa)[5]
- 22 I 1915: Dwie kaczki Alfred Athis i Tristan Bernard, reż. Kazimierz Wroczyński – jako Operator kinematograficzny (Teatr Polski, Warszawa).

### lata 20.
- 12 V 1920: Papierowy kochanek Jerzy Szaniawski – jako Pierrot (Teatr Reduta, Warszawa)
- 28 I 1922: Ogród młodości Tadeusz Rittner, reż. Ludwik Solski (Teatr Maska, Warszawa)
- 1 II 1923: To, co najważniejsze Nikołaj Jewreinow, reż. Karol Borowski – jako Student (Teatr Polski, Warszawa)
- 11 XII 1923: Okręt do Kanady Charles Vildrac, reż. Aleksander Węgierko – jako Segard (Teatr Mały – scena Teatru Polskiego, Warszawa)
- 8 XI 1924: Król Henryk IV William Shakespeare, reż. Ryszard Ordyński – jako Davy (Teatr Polski, Warszawa)
- 3 XII 1924: Święta Joanna (sztuka) George Bernard Shaw, reż. Aleksander Zelwerowicz – jako Gilles de Rais, zwany Sinobrodym (Teatr Polski, Warszawa)
- 10 I 1925: W sieci (dramat) Jan August Kisielewski, reż. Ryszard Ordyński – jako Bronik (Teatr Polski, Warszawa)
- 31 X 1925: Ładna historia Gaston Arman de Caillavet, Robert de Flers i Etienne Rey, reż. Aleksander Węgierko (Teatr Mały – scena Teatru Polskiego, Warszawa)
- 10 IX 1926: Nadzieja[6] Herman Heijermans, reż. Karol Borowski – jako Barend (Teatr Polski, Warszawa)
- 19 X 1926: Dzieje grzechu Stefan Żeromski, reż. Leon Schiller – jako Jaśniach (Teatr Polski, Warszawa)
- 19 XII 1926: Zaczarowana królewna Artur Oppman, reż. Konstanty Tatarkiewicz – jako Kot Zaklęty (Teatr Polski, Warszawa)
- 27 I 1927: Sługa dwóch panów Carlo Goldoni, reż. Leon Schiller – jako Mezzettino (Teatr Polski, Warszawa)
- 13 IV 1927: Adrienne Lecouvreur (dramat) Ernest Legouvé i Eugène Scribe, reż. Karol Borowski – jako Kawaler de Chazeuil (Teatr Polski, Warszawa)
- 7 VII 1927: Panna Flûte Georges Berr, reż. Karol Borowski – jako Gaston Bouchard (Teatr Polski, Warszawa)
- 7 XII 1927: Aby żyć! Kazimierz Wroczyński, reż. Karol Borowski – jako Inocenty Kisiel (Teatr Polski, Warszawa)
- 29 III 1928: Don Kiszot Stanisław Miłaszewski, reż. Karol Borowski – jako Gines de Passamonte (Teatr Polski, Warszawa)
- 4 V 1928: Zielony frak Gaston Arman de Caillavet i Robert de Flers, reż. Karol Borowski – jako Pinchet (Teatr Polski, Warszawa)
- 13 X 1928: Przedmieście (Peryferie) Franciszek Langer, reż. Jerzy Leszczyński – jako Antek (Teatr Polski, Warszawa)
- 30 XI 1928: Ostatnia nowość Edward Bourdet, reż. Jerzy Leszczyński – jako Marek (Teatr Polski, Warszawa)
- 12 III 1929: Dwaj panowie B. Marian Hemar, reż. Karol Borowski – jako Antoni Gorzeń (Teatr Polski, Warszawa)
- 28 XI 1929: Rewizor (komedia) Nikołaj Gogol, reż. Karol Borowski – jako Piotr Iwanowicz Bobczyński (Teatr Polski, Warszawa).

### lata 30.
- 28 II 1930: Związek niedobrany George Bernard Shaw, reż. Arnold Szyfman – jako Bentley Summerhays (Teatr Polski, Warszawa)[7]
- 15 IV 1930: Piorun z jasnego nieba Stefan Kiedrzyński, reż. Karol Borowski – jako Stanisław Prostek (Teatr Mały – scena Teatru Polskiego, Warszawa)
- 27 V 1930: Papa Gaston Arman de Caillavet i Robert de Flers, reż. Jerzy Leszczyński – jako Jan Bernard (Teatr Mały – scena Teatru Polskiego, Warszawa)
- 19 IX 1930: Kawaler - papa Edward Childs Carpenter, reż. Aleksander Węgierko – jako John Ashley (Teatr Polski, Warszawa)
- 11 VIII 1931: Kino i miłość Francis de Croisset, reż. Aleksander Węgierko – jako Piotr (Teatr Polski, Warszawa)
- 4 VII 1932: Orzeł czy reszka? Louis Verneuil – jako Jan Bezimienny (Teatr Mały – scena Teatru Polskiego, Warszawa)
- 9 II 1933: Pocałunek przed lustrem Władysław Fodor, reż. Mieczysław Szpakiewicz – jako dr Paweł Foerster (Teatr na Pohulance, Wilno)
- 22 V 1933: Młodość szumi Sandro Camasio i Nino Oxilia – reżyseria (Teatr Nowy im. Heleny Modrzejewskiej, Poznań)
- 1 VII 1933: Lekarz bezdomny Antoni Słonimski – reżyseria (Teatr Kameralny, Warszawa)
- 8 VIII 1933: Żyda na stos Andrzej Marek – jako Abel Adler (Teatr Kameralny, Warszawa)
- 15 VI 1934: Awantura o Jolantę August Hinrichs, reż. Janusz Warnecki – jako Walter Meiners (Teatr Polski, Warszawa)
- 14 XII 1934: Zalotnicy niebiescy[8] Maria Pawlikowska-Jasnorzewska, reż. Janusz Warnecki – jako Herrub (Teatr Mały – scena Teatru Polskiego, Warszawa)
- 16 II 1935: Cudzik i S-ka Stefan Kiedrzyński, reż. Karol Borowski – jako Jan Purzycki (Teatr Mały – scena Teatru Polskiego, Warszawa)
- 15 III 1935: Matołek z Wysp Nieoczekiwanych George Bernard Shaw, reż. Aleksander Węgierko – jako Fosfor Hammingtap (Teatr Polski, Warszawa)
- 8 VI 1935: Wachlarz lady Windermere Oscar Wilde, reż. Aleksander Węgierko – jako p. Cecyl Graham (Teatr Narodowy, Warszawa)
- 26 XI 1935: Przedziwny stop Władimir Kirszon, reż. Emil Chaberski (Teatr Letni, Warszawa)
- 9 IX 1938: Wilki w nocy Tadeusz Rittner – reżyseria (Teatry Miejskie, Lwów)
- 26 X 1938: Ostatnia nowość Edward Bourdet – reżyseria (Teatry Miejskie, Lwów)
- 16 XII 1938: Dzień bez kłamstwa James Montgomery – reżyseria (Teatry Miejskie, Lwów)
- 13 V 1939: Subretka Jacques Deval – reżyseria (Teatry Miejskie, Lwów)
- 8 VII 1939: Koniec i początek Mariusz Maszyński – reżyseria (Teatry Miejskie, Lwów).

### lata 40.
- 22 III 1945: Wesele (dramat) Stanisław Wyspiański, reż. Jacek Woszczerowicz – jako Stańczyk (Teatr Wojska Polskiego, Łódź)[9]
- 1 VI 1945: Świętoszek Molier, reż. Aleksander Zelwerowicz – inscenizacja (Teatr Wojska Polskiego, Łódź)
- 26 VI 1945: Panna Maliczewska Gabriela Zapolska – reżyseria (Teatr Powszechny, Łódź)
- 12 IX 1945: Lekkomyślna siostra Włodzimierz Perzyński – reżyseria (Teatr Wojska Polskiego, Łódź)
- 17 XI 1945: Ostrożnie świeżo malowane Rene Fauchois, reż. Edmund Wierciński – jako malarz Cotillard (Teatr Wojska Polskiego, Łódź)
- 16 I 1946: Świerszcz za kominem[10] Charles Dickens – reżyseria (Teatr Powszechny TUR Łódź – filia Teatru Wojska Polskiego, Łódź)
- 5 IV 1946: Świerszcz za kominem Charles Dickens, reż. Artur Kwiatkowski – inscenizacja (Teatry Miejskie, Częstochowa)
- 23 VI 1946: Wilki w nocy Tadeusz Rittner – reżyseria (Teatr Powszechny TUR Łódź – filia Teatru Wojska Polskiego, Łódź)
- 3 VII 1946: Niebieski lis Franciszek Herczeg – reżyseria (Teatr Wojska Polskiego, Łódź)
- 3 VIII 1946: Niebieski lis Franciszek Herczeg – reżyseria (Teatr Powszechny TUR Łódź – filia Teatru Wojska Polskiego, Łódź)
- 17 VIII 1946: Niebieski lis Franciszek Herczeg – reżyseria (Teatry Miejskie, Częstochowa)
- 7 I 1947: Niebieski lis Franciszek Herczeg – reżyseria (Teatr Domu Żołnierza, Lublin)
- 27 VI 1947: Profesja pani Warren George Bernard Shaw – reżyseria oraz jako Pread (Teatr Powszechny TUR Łódź – filia Teatru Wojska Polskiego, Łódź)
- 20 VII 1947: Śluby panieńskie Aleksander Fredro – reżyseria (Teatr Wojska Polskiego, Łódź)
- 24 X 1947: Wesele Figara Pierre de Beaumarchais – reżyseria i inscenizacja (Teatr Nowy, Warszawa)
- 20 III 1948: Pan inspektor przyszedł John Boynton Priestley – reżyseria (Teatry Miejskie, Częstochowa)
- 25 VI 1948: Joanna z Lotaryngii Maxwell Anderson, reż. Erwin Axer – w podwójnej roli: Inkwizytor, Jim Masters (Teatr Kameralny Domu Żołnierza, Łódź)
- 3 VII 1948: Śluby panieńskie Aleksander Fredro – reżyseria (PWST Warszawa: siedziba w Łodzi)
- 4 VII 1948: Damy i huzary Aleksander Fredro – reżyseria (PWST Warszawa: siedziba w Łodzi)
- 23 IX 1948: Świętoszek Molier – reżyseria (Teatr Miejski, Białystok)
- 21 X 1948: Śluby panieńskie Aleksander Fredro – reżyseria (Teatr Miejski, Białystok)
- 15 I 1949: Wyspa pokoju Jewgienij Pietrow – reżyseria (Teatr Kameralny Domu Żołnierza, Łódź)
- 5 XI 1949: Niemcy (dramat) Leon Kruczkowski, reż. Erwin Axer – jako prof. Sonnenbruch (Teatr Współczesny, Warszawa).

### lata 50.
- 15 IX 1950: Niemcy Leon Kruczkowski – reżyseria oraz jako prof. Sonnenbruch (Teatr im. Aleksandra Węgierki, Białystok)[11]
- 25 X 1950: Świerszcz za kominem Charles Dickens – reżyseria (Teatr im. Aleksandra Węgierki, Białystok)
- 20 II 1951: Pigmalion (dramat George’a Bernarda Shawa) George Bernard Shaw – reżyseria oraz w podwójnej roli aktorskiej: Henryk Higgins, Mężczyzna z notatnikiem (Teatr Nowy: Scena Komediowo-Muzyczna, Warszawa)
- 5 VII 1952: Rewizor (komedia) Nikołaj Gogol, reż. Bohdan Korzeniewski – jako Piotr Iwanowicz Bobczyński (Teatr Narodowy im. Wojska Polskiego, Warszawa)
- 6 II 1953: Bobrowe futro Gerhart Hauptmann – reżyseria (Teatr Narodowy im. Wojska Polskiego, Warszawa)
- 21 XII 1953: Kret Jerzy Lutowski, reż. Józef Wyszomirski – jako Adam Horasiński (Teatr Narodowy im. Wojska Polskiego, Warszawa)
- 11 III 1954: Stajnia Augiasza Adam Tarn – reżyseria (Teatr Ludowy, Warszawa)
- 25 IX 1954: Dombey i syn Charles Dickens – reżyseria (Teatr Nowej Warszawy, Warszawa)
- 18 II 1955: Niemcy (dramat) Leon Kruczkowski, reż. Erwin Axer – jako prof. Sonnenbruch (Teatr Narodowy, Warszawa)
- 11 VII 1955
  - Śluby panieńskie Aleksander Fredro – reżyseria (Teatr Zagłębia, Sosnowiec)
  - Damy i huzary Aleksander Fredro – reżyseria (Teatr Zagłębia, Sosnowiec)
- 28 VII 1955: Lekkomyślna siostra Włodzimierz Perzyński – reżyseria (Teatr Zagłębia, Sosnowiec)
- 4 IV 1956: Dwie blizny[12] Aleksander Fredro (PWST, Warszawa)
- 15 VII 1956: Zaproszenie do zamku Jean Anouilh – reżyseria oraz jako Messerschmann (Teatr Współczesny, Warszawa)
- 27 I 1957: Śluby panieńskie, czyli Magnetyzm serca Aleksander Fredro – reżyseria (Teatr Ziemi Mazowieckiej, Warszawa)
- 16 II 1957: Aszantka Włodzimierz Perzyński, reż. Stanisława Perzanowska – jako Baron Kręcki (Teatr Narodowy, Warszawa)
- 23 IV 1959: Biedermann i podpalacze Max Frisch, reż. Erwin Axer – jako tytułowy pan Biedermann (Teatr Współczesny, Warszawa)
- 17 XII 1959: Pierwszy dzień wolności Leon Kruczkowski, reż. Erwin Axer – jako Doktor (Teatr Współczesny, Warszawa).

### Schyłek
- 17 X 1960: Ryszard III (sztuka) William Shakespeare, reż. Jacek Woszczerowicz – jako Edward IV (Teatr Ateneum im. Stefana Jaracza, Warszawa)
- 6 I 1962: Kariera Artura Ui Bertolt Brecht, reż. Erwin Axer – jako Obrońca (Teatr Współczesny, Warszawa).

W lutym 1964 r. (zaledwie pół roku przed śmiercią) Daczyński przeszedł na emeryturę.

## Film
- 21 III 1960: Miejsce na ziemi psychologiczny film obyczajowy, reż. Stanisław Różewicz – jako dyrektor zakładu poprawczego[3]
- 3 III 1961: Szczęściarz Antoni komedia obyczajowa, reż. Halina Bielińska i Włodzimierz Haupe – jako dyrektor departamentu (rola dubbingowana przez Ignacego Machowskiego).

## Telewizja
- 1 XII 1959: Rakieta Thunderbolt Marian Promiński, reż. Stanisław Wohl – jako Gubernator
- 17 VII 1961: Brat marnotrawny Oscar Wilde, reż. Andrzej Szafiański[13].

## Radio
W okresie swej niemal 15-letniej (od I 1949 do X 1963 r.) współpracy z Teatrem Polskiego Radia, wystąpił w ponad 20 słuchowiskach:
- 6 I 1949: Fircyk w zalotach Franciszek Zabłocki, reż. Michał Melina – jako Aryst[14]
- 16 IV 1950: Niemcy (dramat) Leon Kruczkowski, reż. Erwin Axer – jako prof. Sonnenbruch
- 26 XI 1950: Dobry człowiek Krzysztof Gruszczyński, reż. Tadeusz Byrski – jako Hertz
- 16 III 1952: Człowiek nie umiera Kazimierz Brandys, reż. Kazimierz Rudzki – jako Zajdel
- 16 VIII 1953: Błazen[15] Aleksander Świętochowski, reż. Zbigniew Koczanowicz – jako Marek
- 23 VIII 1953: Spotkanie nad Oką Edward Fiszer, reż. Wojciech Maciejewski – jako ojciec Janka
- 20 IV 1956: Przygoda kucharki z Clapham Agatha Christie, reż. Andrzej Łapicki – jako Hercules Poirot
- 8 VII 1956: Konie Diomedesa Agatha Christie, reż. Andrzej Łapicki – jako Hercules Poirot
- 5 I 1959: Czerwona karteczka Jacek Szczęk, reż. Edward Płaczek
- 15 III 1959: Testament ciotki Kurt Goetz, reż. Edward Płaczek – jako prof. Herman Naegler
- 11 X 1960: Przepis na sos Halina Pietrusiewicz, reż. Zbigniew Kopalko – jako Hones
- 29 I 1961: W rocznicę Halina Pietrusiewicz, reż. Wiesław Opałek
- 23 IV 1961: Za kulisami Włodzimierz Odojewski, reż. Wiesław Opałek
- 1 VI 1961: Siedmiu z Czarnego Kanionu Andrzej Lach, reż. Wiesław Opałek – jako Swen Force
- 25 VI 1961: Dziesiąta muszelka Halina Pietrusiewicz, reż. Wiesław Opałek – jako insp. Lowe
- 24 IX 1961: Siódma kapsułka Włodzimierz Odojewski, reż. Janusz Warnecki – jako Mainbrough
- 16 X 1961: Kiedy ktoś zapuka Tymoteusz Karpowicz, reż. Zbigniew Kopalko – jako Staruszek
- 9 III 1961: Kilka minut Max Gundermann, reż. Janusz Warnecki – jako Cilius
- 7 IX 1962: Pierwszy dzień choroby Jerzy Księski, reż. Janusz Warnecki – jako Pacjent 2
- 10 X 1962: Largactil Michał Choromański, reż. Zbigniew Kopalko – jako Doktór
- 3 XI 1962: Kasztanek John Steinbeck, reż. Wanda Tatarkiewicz-Małkowska – jako Dziadek
- 8 X 1963: Sobowtór Fiodor Dostojewski, reż. Zbigniew Kopalko – jako dr Krystian Iwanowicz Ruten.

## Przebieg pracy
W trakcie swej 53-letniej kariery aktorsko-reżyserskiej współpracował z 28 scenami teatralnymi: Kijowa, Wilna, Poznania, Lwowa, Łodzi (4), Białegostoku (3), Częstochowy, Lublina, Sosnowca oraz Warszawy (14):
- Teatr Polski, Kijów: 1912–1918
- Teatr Reduta, Warszawa: 1919–1921
- Teatr Maska, Warszawa: 1922
- Teatr Polski, Warszawa: 1914–1915, 1923–1935
- Teatr na Pohulance, Wilno: 1933
- Teatr Nowy im. Heleny Modrzejewskiej, Poznań: 1933 jako reżyser
- Teatr Kameralny, Warszawa: 1933 jako aktor i reżyser
- Teatr Narodowy, Warszawa: 1935, 1952−1953, 1955, 1957 jako aktor i reżyser
- Teatr Letni, Warszawa: 1935
- Teatry TKKT, Warszawa: 1935–1938
- Teatry Miejskie, Lwów: 1938–1939 jako aktor i reżyser
- Teatr Powszechny, Łódź: 1945 jako reżyser
- Teatr Miejski, Białystok: 1945–1946, 1948–1949 jako aktor i reżyser
- Teatr Wojska Polskiego, Łódź: 1945–1949
- Teatry Miejskie, Częstochowa: 1946, 1948 jako reżyser i inscenizator
- PWST Warszawa (siedziba w Łodzi): 1946–1949, 1956 jako reżyser, wykładowca i prodziekan PWST
- Teatr Domu Żołnierza, Lublin: 1947 jako reżyser
- Teatr Nowy, Warszawa: 1947, 1951 jako reżyser i inscenizator
- Teatr Miejski, Białystok: 1948 jako reżyser
- Teatr Kameralny Domu Żołnierza, Łódź: 1948–1949 jako aktor i reżyser
- Teatr Współczesny, Warszawa: 1949–1964 jako aktor i reżyser
- Teatr im. Aleksandra Węgierki, Białystok: 1950–1951 jako aktor i reżyser
- Teatr Nowej Warszawy, Warszawa: 1952–1955 jako reżyser
- Teatr Ludowy, Warszawa: 1954 jako reżyser
- Teatr Zagłębia, Sosnowiec: 1955 jako aktor i reżyser
- Teatr Młodej Warszawy, Warszawa: 1955 jako reżyser
- Teatr Ziemi Mazowieckiej, Warszawa: 1957 jako reżyser
- Teatr Ateneum im. Stefana Jaracza, Warszawa: 1960.

## Ordery i odznaczenia
- Krzyż Kawalerski Orderu Odrodzenia Polski (15 lipca 1954)[16]
- Medal 10-lecia Polski Ludowej (19 stycznia 1955)[17]

## Upamiętnienie
- Jego nazwisko widnieje na tablicy upamiętniającej artystów zasłużonych dla kultury polskiej, umieszczonej w 2020 roku na budynku przy ul. Odolańskiej 20 w Warszawie, w którym mieszkał[18].